# Амір Хусейн Сікдер
Амір Хусейн Сікдер (আমির হুসেইন শিকদার) (6 липня 1950) — бангладешський дипломат. Надзвичайний та Повноважний Посол Бангладеш в Україні за сумісництвом.

## Життєпис
Народився 6 липня 1950. У 1979 закінчив Даккський університет, економічний факультет.
У 1980 закінчив базовий підготовчий курс в Академії підготовки держслужбовців у Дацці.
У 1990 брав участь у програмі ООН з підготовки кадрів для роботи з проблемами роззброєнь.
У 1999 — пройшов навчальний курс для посадових осіб з досліджень в області безпеки в Азіатсько-Тихоокеанському центрі досліджень з питань безпеки в Гонолулу (Гаваї, США).
З 1979 по 1997 — співробітник МЗС Бангладеш. Займав різні посади в іноземних посольствах Бангладеш та в центральному апараті МЗС: 2-й секретар Посольства Бангладеш в Манілі, 2-й та 1-й секретар Верховного Комісаріату в Ісламабаді, радник Посольства в Бангкоку, директор Департаменту у справах СААРК, директор Департаменту Південної Азії, директор Департаменту Африки, директор Департаменту Західної Азії, директор Департаменту багатосторонніх економічних зв'язків.
З 1997 по 2001 — радник-посланець Верховного Комісаріату в Нью-Делі.
З 2001 по 2002 — генеральний директор Департаменту міжнародних організаційних міжпарламентських зв'язків.
З 2002 по 2005 — Верховний комісар Бангладеш у Преторії (ПАР).
З 05.06.2005 — Надзвичайний та Повноважний Посол Бангладеш у Росії.
З 29.05.2006 — Надзвичайний та Повноважний Посол Бангладеш в Україні за сумісництвом.